# Atletica leggera ai Giochi della XXII Olimpiade - Lancio del giavellotto femminile

Video della Finale

Video della Finale (la gara di María Caridad Colón)

Il lancio del giavellotto ha fatto parte del programma femminile di atletica leggera ai Giochi della XXII Olimpiade. La competizione si è svolta nei giorni 24-25 luglio 1980 allo Stadio Lenin di Mosca.

## Presenze ed assenze delle campionesse in carica
| Competizione         | Atleta              | Prestazione | Mosca 1980   |
| -------------------- | ------------------- | ----------- | ------------ |
| Olimpiadi 1976       | Ruth Fuchs          | 65,94 m     | Presente     |
| Commonwealth 1978    | Tessa Sanderson     | 61,34 m     | Presente     |
| Europei 1978         | Ruth Fuchs          | 69,16 m     | Presente     |
| Asiatici 1978        | Yao Ruiying         | 57,22 m     | Cina assente |
| Panamericani 1979    | María Caridad Colón | 62,36 m     | Presente     |
| Coppa del mondo 1979 | Ruth Fuchs          | 66,10 m     | Presente     |

1. ↑  In rappresentanza della Gran Bretagna.
2. ↑  Il gigante asiatico non partecipa ai Giochi dal 1952.

## Risultati

### Turno eliminatorio
Qualificazione60,00 m
Nove atlete ottengono la misura richiesta. Ad esse vanno aggiunti i 3 migliori lanci, fino a 58,76 m.

La miglior prestazione appartiene alla tedesca est Ute Richter che, con 66,66 stabilisce il nuovo record olimpico.

### Finale
Tutti si aspettano la conferma di Ruth Fuchs, vera macchina di vittorie. Invece la tedesca est non ne infila una: un lancio mediocre e un nullo, un altro lancio mediocre ed ancora un nullo. Finisce la gara in un anonimo ottavo posto.

Invece centra subito un ottimo lancio la cubana Maria Colón, ed è così indovinato che le vale la vittoria e pure il record olimpico.

Si classifica solo sesta la primatista mondiale Tatiana Biriulina con 65,08.
| Pos | Paese            | Atleta      | Misura  |
| --- | ---------------- | ----------- | ------- |
|     | Cuba             | Maria Colón | 68,40 m |
|     | Unione Sovietica | Saida Gunba | 67,76 m |
|     | Germania Est     | Ute Hommola | 66,65 m |